# R. C. Sproul
Robert Charles Sproul (n. 13 februarie 1939, Pittsburgh, Pennsylvania, SUA – d. 14 decembrie 2017, Altamonte Springs⁠(d), Florida, SUA) a fost un teolog, autor și pastor creștin. Este fondatorul organizației Ligonier Ministries, iar programul lui de radio Renewing Your Mind este difuzat în Statele Unite ale Americii și în peste alte 120 de țări. În ultima perioadă a lucrat ca director al organizației creștine Serve International și ca profesor de homiletică la Saint Andrew’s Chapel în Sanford, Florida.

## Educație și carieră
În 1961 obține Licența în Științe Umaniste (en  Bachelor of Arts) de la Colegiul Westminster din Pennsylvania. Absolvă Seminarul Teologic din Pittsburgh în 1964. In 2001 obține doctoratul  de la Seminarul Teologic Whitefield.
A predat în nenumărate colegii și seminare. Printre acestea se numără: Seminarul de Teologie Reformată din Orlando, Seminarul de Teologie Reformată din Jackson, Mississippi și Seminarul Teologic Knox din Fort Lauderdale.

## Articole online
- O colecție de articole teologice ale lui RC Sproul Arhivat în 8 mai 2009, la Wayback Machine.